# Sidi Khellil
Sidi Khellil là một đô thị thuộc tỉnh El Oued, Algérie. Dân số thời điểm năm 2002 là 5.524 người.